# Kaiwi Lyman
Kaiwi Lyman-Mersereau (* 13. Mai 1983 in Honolulu, Hawaii) ist ein US-amerikanischer Schauspieler und Filmschaffender.

## Leben
Lyman wurde am 13. Mai 1983 in Honolulu als Sohn von Marion Lyman-Mersereau und Arthur Mersereau geboren. Er wuchs dort auf und interessierte sich für Wasserball, Surfen, Auslegerkanus sowie Brazilian Jiu-Jitsu, ehe es ihn verstärkt auf die Theaterbühne zog. Am Mid-Pacific Institute absolvierte er eine vierjährige Ausbildung zum Schauspieler und machte 2002 seinen Abschluss an der Mid-Pacific School of the Arts. 2002 zog er schließlich nach Kalifornien und besuchte das Santa Monica College. Er ist seit dem 2. April 2016 mit Mailyn Lyman-Mersereau verheiratet. Die beiden sind Eltern eines Kindes.
2003 feierte Lyman im Film Grind – Sex, Boards & Rock’n’Roll als Nebendarsteller sein Filmdebüt. In den nächsten Jahren folgten Besetzungen in kleineren Rollen in verschiedenen Filmproduktionen sowie Auftritte in einzelnen Episoden von Fernsehserien wie Mind of Mencia oder CSI: Miami. 2008 schrieb er das Drehbuch für das Computerspiel Hello Pocoyo!. 2011 war er im Tierhorrorfernsehfilm Mega Python vs. Gatoroid in der Rolle des Tom zu sehen. 2016 wirkte er im Musikvideo zum Lied East Coast Girl des Sängers Butch Walker mit. Er spielte in den Sitcoms Karate-Chaoten, See Dad Run oder auch Fresh Off the Boat mit. 2016 wirkte er als Daxton im Tierhorrorfilm Zoombies – Der Tag der Tiere ist da! mit. 2017 war er als Hauptdarsteller in der Rolle des Jackson Shea im Film American Violence zu sehen. 2021 übernahm er die Rolle des Officer Barnes im Film Copshop.

## Filmografie (Auswahl)

### Schauspiel
- 2003: Grind – Sex, Boards & Rock’n’Roll (Grind)
- 2004: Hawaii (Fernsehserie, Episode 1x07)
- 2005: Breaking Vegas (Fernsehdokuserie, Episode 1x08)
- 2005: Frankenstein vs. the Creature from Blood Cove
- 2006: Trespassers
- 2006: A Little Light (Kurzfilm)
- 2006: Untold Stories of the ER (Fernsehdokuserie)
- 2008: Douchebag Beach: A Love Story (Miniserie)
- 2008: Mind of Mencia (Fernsehserie, Episode 4x08)
- 2008: CSI: Miami (Fernsehserie, Episode 7x01)
- 2008: Robinson Crusoe: The Great Blitzkrieg
- 2008: The Dark Path Chronicles (Fernsehserie, Episode 1x01)
- 2009: Outpost (Kurzfilm)
- 2009: Blue Movies (Kurzfilm)
- 2010: Kissing Strangers
- 2010: Orgy of the Damned
- 2010: Mega Shark vs. Crocosaurus
- 2010: Twentysixmiles (Fernsehserie, Episode 1x03)
- 2011: Mega Python vs. Gatoroid (Fernsehfilm)
- 2011: Schatten der Leidenschaft (The Young and the Restless, Fernsehserie, 3 Episoden)
- 2011: Without Borders
- 2011: Born Bad
- 2011: Metro (Fernsehfilm)
- 2011: Downtown (Kurzfilm)
- 2011: Couch Surfing (Kurzfilm)
- 2012: Hawaii Five-0 (Fernsehserie, Episode 2x17)
- 2012: Memory Effect – Verloren in einer anderen Dimension (Extracted)
- 2012: Horror Trips – Wenn Reisen zum Albtraum werden (Banged Up Abroad, Fernsehdokuserie, Episode 7x02)
- 2012: A Beer Tale
- 2012: 40 Days and Nights
- 2012: Reel Evil
- 2012: Pearl (Kurzfilm)
- 2013: Exit Vine (Miniserie, Episode 1x02)
- 2013: 1%ERS (Kurzfilm)
- 2013: Le jour attendra
- 2013: Assassins Tale
- 2013: Invasion Day
- 2013: Gone Dark
- 2013: Natures Departure (Kurzfilm)
- 2014: Android Cop
- 2014: Karate-Chaoten (Kickin' It, Fernsehserie, Episode 4x03)
- 2014: Ninja Apocalypse
- 2014: Crazy Charlie (Kurzfilm)
- 2014: Sullivan & Son (Fernsehserie, 2 Episoden)
- 2014: Fragmented Truth
- 2015: Jaya (Kurzfilm)
- 2015: Gefährliche Leidenschaft (Wuthering High, Fernsehfilm)
- 2015: Der Kreis (Circle)
- 2015: See Dad Run (Fernsehserie, Episode 3x16)
- 2015: Jane the Virgin (Fernsehserie, Episode 2x05)
- 2015: Wolf/Man (Fernsehserie, Episode 1x01)
- 2016: Lost in the Pacific
- 2016: Fresh Off the Boat (Fernsehserie, Episode 2x11)
- 2016: Zoombies – Der Tag der Tiere ist da! (Zoombies)
- 2016: The Amityville Terror
- 2016: Grace and Frankie (Fernsehserie, Episode 2x12)
- 2016: Escape the Living Dead (Kurzfilm)
- 2016: Traded
- 2016: Ice Sharks – Der Tod hat rasiermesserscharfe Zähne (Ice Sharks, Fernsehfilm)
- 2016: Animal Kingdom (Fernsehserie, Episode 1x10)
- 2016: Ray Donovan (Fernsehserie, Episode 4x09)
- 2016: Westworld (Fernsehserie, Episode 1x06)
- 2017: Flaked (Fernsehserie, Episode 2x01)
- 2017: American Violence
- 2017: Hickok
- 2017: American Horror Story (Fernsehserie, 4 Episoden)
- 2018: Criminal Squad
- 2018: Minutes to Midnight – Bete, dass sie nicht vorbeischauen… (Minutes to Midnight)
- 2018: Blackmark
- 2018: The Final Wish
- 2019: The Mongolian Connection
- 2019: The Outsider
- 2019: Acceleration – Gegen die Zeit (Acceleration)
- 2020: Deputy – Einsatz Los Angeles (Deputy, Fernsehserie, Episode 1x07)
- 2020: Trike (Kurzfilm)
- 2020: Savage/Love (Miniserie, Episode 1x06)
- 2020: Gripped: Climbing the Killer Pillar
- 2020: Don’t Look Deeper (Fernsehserie, 8 Episoden)
- 2020: The Red Light (Kurzfilm)
- 2021: Copshop
- 2021: Juicy Girl (Kurzfilm)
- 2022: The Cardboard Window (Kurzfilm)
- 2023: Sympathy for the Devil
- 2024: Trigger Warning

### Produktion
- 2015: Wolf/Man (Fernsehserie, Episode 1x01)
- 2020: Trike (Kurzfilm)
- 2020: The Red Light (Kurzfilm; auch Regie, Kamera und Filmschnitt)
- 2021: Juicy Girl (Kurzfilm; auch Regie, Drehbuch, Kamera und Filmschnitt)
- 2022: The Cardboard Window (Kurzfilm; auch Regie und Drehbuch)

## Synchronisationen (Auswahl)
- 2019: Days Gone (Computerspiel)
- 2020: Call of Duty: Black Ops Cold War (Computerspiel)